# تسوکاسا هوجو
تسوکاسا هوجو (انگلیسی: Tsukasa Hojo؛ زادهٔ ۵ مارس ۱۹۵۹) مانگاکا، فیلم‌نامه‌نویس، و کارگردان فیلم اهل ژاپن است. معروف ترین آثار او چشم گربه‌ای، شکارچی شهر و قلب فرشته است.